# Lina Makhul
Leena Courtney Makhoul, más conocida como Lina Makhul (en árabe: لينا مخول‎ y en hebreo: לינא מח'ול‎; Toledo, 11 de julio de 1993) es una cantautora con nacionalidad estadounidense, palestina e israelí.

## Infancia y juventud
Leena Courtney Makhoul es hija de padres cristianos palestinos. Nació en Toledo, Ohio, pero creció en Acre, Israel. Ha tocado el piano, cantado y bailado desde que tenía 4 años. Entre los 15 y los 20 años fue voluntaria en Maguén David Adom, el equivalente de la Cruz Roja en Israel. Estudia biología en el Instituto Technion de Haifa, habla cinco idiomas y se define a sí misma en su página web como palestino-estadounidense. Ha actuado en las Marchas del Día del Orgullo LGTB de Barcelona, Tel Aviv y Newcastle.

## Carrera
A finales de 2012, en una audición para el reality show musical La voz Israel, Makhoul interpretó a Alicia Keys en la canción Empire State of Mind y se unió al equipo de Shlomi Shabat. En el programa interpretó una versión de la canción Las Hojas Muertas en árabe (interpretada originalmente por Fairuz), por la que obtuvo el voto de todos los entrenadores. Tan solo tres días después de su primera aparición en La Voz, ya había sido vista más de un cuarto de millón de veces en YouTube.
El 23 de marzo de 2013, con 19 años, Makhoul ganó la final del concurso en el Nokia Arena de Tel Aviv con un 62% de los votos, tras haber interpretado What a Feeling, tema principal de la película Flashdance. Interpretó también, junto con su entrenador Shabat, una canción que hubo escrito este y su hija Manor Shabat. También cantó Hallelujah, de Leonard Cohen. En el discurso realizado tras ganar el concurso, denunció haber sido víctima del racismo de la sociedad israelí durante toda la grabación del programa. El mánager musical israelí Irit TenHengel la contrató para su sello discográfico, Yodan Producciones.
En 2016, Lina Makhoul protagonizó un cortometraje titulado Nuestros Héroes, en el que interpretaba a la joven Haneen, una mujer palestina en los albores de la guerra árabe-israelí de 1948 y de la Nakba. En septiembre de ese mismo año, Lina fue seleccionada como telonera para el concierto de la banda Queen + Adam Lambert en Tel Aviv. En el concierto, que tuvo lugar en el Parque Yarkon, actuó ante una audiencia de 51.000 personas. En diciembre, Lina realizó una versión de la canción Holy War de Alicia Keys, que grabó y publicó en línea incluyendo sus propias referencias culturales. La propia Alicia Keys descubrió el vídeo y lo compartió en sus páginas oficiales de Instagram, Facebook y Twitter.
En septiembre de 2017, Lina anunció en las redes sociales que sería la telonera del grupo femenino británico Little Mix en su gira The Glory Days Tour por el Reino Unido e Irlanda, lo que incluía 37 conciertos durante octubre y noviembre de 2017. Interpretó una versión en árabe de Noche de paz para el documental Silent Night: A Song for the World (2020). También es la voz femenina para la versión árabe de la aplicación social Waze.  En 2020, Makhul se convirtió en una cantante independiente y creó su propio sello musical.

## Discografía
Su primer sencillo se tituló This Ain't About You y se estrenó a nivel mundial el 29 de abril de 2016. La canción entró en el Top 10 de las listas del Reino Unido en la categoría de música Club y Pop. Su segundo sencillo, Dance Sucker, llegó incluso más lejos y alcanzó el cuarto puesto en la lista oficial de música club en el Reino Unido, lo que reflejaba su creciente éxito internacional.
La publicación del sencillo Dance Sucker fue un anticipo del nuevo álbum de Lina, titulado Walking On A Tightrope y publicado en 2017. El disco fue producido por los ganadores del Premio Grammy Jerry Wonda y Tal Forer. El disco contiene canciones escritas por Karen Poole (David Guetta / Janet Jackson / Kylie Minogue) y por el ganador de los Premios Grammy Eliot Kennedy (Spice Girls / Take That). Lina está trabajando actualmente con escritores como la nominada a los Premios Brit Maegan Cottone (Demi Lovato / Iggy Azalea / Britney Spears / Little Mix), Hiten Bharadia (Craig David / Lemar / Tiesto) y Knightstarr (Anne-Marie / Janelle Monae).

### Sencillos
| Año  | Sencillo             | Puesto en las Listas Semanales | Puesto en las Listas Semanales |
| Año  | Sencillo             | Club                           | Pop                            |
| ---- | -------------------- | ------------------------------ | ------------------------------ |
| 2016 | This Ain't About You | 1                              | 7                              |
| 2017 | Dance Sucker         | —                              | —                              |
| 2017 | Can't Keep Falling   | 4                              | —                              |